# Cimanes de la Vega

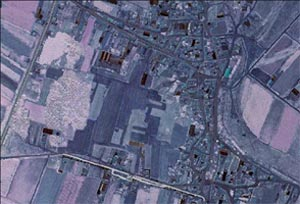
Satellite view

Cimanes de la Vega là một đô thị trong tỉnh León, Castile và León, Tây Ban Nha.

Dân số khoảng 700 người, gồm 3 làng: Cimanes de la Vega, Bariones de la Vega và Lordemanos de la Vega. 

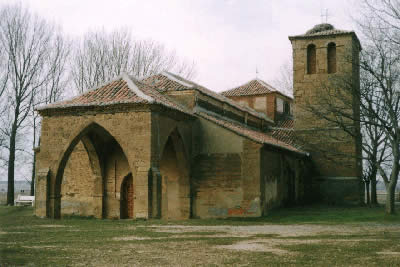
Virgen de la Vega